# Похищение чародея (телеспектакль)
«Похищение чародея» — телеспектакль в 2-х частях режиссёра Глеба Селянина. Первая экранизация одноимённой повести Кира Булычёва.

## Сюжет
Действие происходит в Белоруссии в 1980 году и в древнерусском городке Замошье в 1215 году.
Будущая аспирантка Анна приезжает в родную деревню, где хочет поселиться в доме своей тетушки. Она идёт за водой, а вернувшись обнаруживает в доме двух незнакомцев. Они утверждают, что хозяйка этого дома вчера сдала им его на две недели. Анна настаивает на том, что этого не может быть, так как она вчера проводила тётю в Крым. Один из незнакомцев предлагает ей 1000 рублей в качестве денежной компенсации. Анна отвечает, что она столько получает за полгода работы и предлагает обратиться к деревенским бабушкам. Незнакомец предлагает ей 2000 рублей и уточняет, что их устроит только этот дом. Анна отказывается. Тогда незнакомец предлагает отложить решение до утра.
Утром Анна видит, как Валент (как назвал его тот незнакомец, который предлагал Анне деньги) копается в чемодане. При виде Анны он поспешно захлопывает чемодан. Затем появляется второй незнакомец, и Анна говорит, что идёт на речку. Анна выходит из дома, и у входа её зовёт непонятно как появившийся перед домом второй незнакомец. Он даёт Анне письмо от тётушки. При этом он уверяет, что получил письмо только утром. Анна сомневается в подлинности письма и отказывается покинуть дом. Кин Владимирович (как называет незнакомца в письме тетушка) продолжает настаивать, пытаясь объяснить, что их работа не терпит отлагательств. Анна отказывается и требует объяснить ей, чем они собираются заниматься. Кин Владимирович настаивает, что если она переедет, всем будет лучше. Анна отказывается и идёт на речку. Обернувшись, она видит, что Кин бесследно исчез.
Анна сидит у воды. К ней подходит Кин и говорит, что готов ей объяснить почему им нужен дом. Оказывается, что незнакомцы попали в XX век из будущего, из XXVIII столетия, при помощи машины времени. Здесь их промежуточная остановка, и им необходимо отправиться далее, в XIII век, чтобы найти там какого-то боярина Романа, проживавшего в то время в этих краях, и забрать его с собой в будущее. С их точки зрения он гений, а по мнению его современников — алхимик и колдун. Невольно Анна оказывается вовлечённой в удивительное и опасное приключение…

## В ролях
- Наталья Данилова — Анна Иванкевич (будущая аспирантка из Минска), Магда (литовская княжна, родственница князя Витольда)
- Юрий Демич — Кин Владимирович
- Виталий Юшков — Валент
- Владимир Особик — Акиплеша
- Иван Краско — боярин Роман, чародей
- Анатолий Шведерский — ландмейстер Фридрих фон Кокенгаузен
- Александр Романцов — Готфрид фон Гольм
- Иосиф Конопацкий — епископ Альберт
- Анатолий Абрамов — дед Геннадий
- Анатолий Слясский — князь Вячеслав
- Валерий Караваев — Мажей
- Елена Рахленко — тётка княжны Магды

## Съёмочная группа
- Сценарий и постановка: Глеб Селянин
- Ведущий оператор: Юрий Соколов
- Операторы: Александр Дегтярев и Александр Никольский
- Мастер по свету: Донат Миронов
- Художник-постановщик: Леонид Пережигин
- Художник по костюмам: Инна Виноградова
- Композитор: Игорь Цветков

## Технические данные
- Производство: Ленинградское телевидение
- Телевизионный фантастический телеспектакль, цветной
- Формат изображения: 4:3
- Оригинальный язык: русский
- Продолжительность: 1 час 40 мин.
- Кол. серий: 2 серии (55 мин. и 45 мин.)

## Отличия от книги
Экранизация близка к повести и различается в незначительных мелочах. В книге персонажа зовут Жюль Валент, а в телеспектакле просто Валент. В книге Анна, пытаясь выпрыгнуть в окно, больно ударилась подбородком о подоконник. В телеспектакле, о том, что она ударилась, и ей больно, Анна ничего не говорит. В книге Анна видит, как среди ночи «бандиты» возятся с чемоданами, и видит, как из воздуха появляется металлический ящик. В телеспектакле этого момента нет. В книге дед Геннадий, столкнувшись с Анной и Кином, узнаёт в Кине реставратора Васильева. В телеспектакле этого момента нет, и гостей из будущего никто, кроме Анны, не видел.

## Критика
По утверждению Всеволода Ревича, поставленная перед режиссёрами телепередачи «Этот фантастический мир», казалось бы, невыполнимая задача создать за короткое время что-то запоминающееся, художественное, цельное, привела к появлению и оформлению тяги к созданию за такой же небольшой промежуток времени крупных авторских постановок, одной из которых и стала инсценировка повести Булычёва «Похищение чародея».
По мнению Кира Булычёва, бережное отношение режиссёра ленинградского двухсерийного телефильма «Похищение чародея» к тексту повести навредило фильму.